# نیل لابیت
نیل لابوت (به انگلیسی: Neil N. LaBute)؛ زادهٔ ۱۹ مارس ۱۹۶۳) یک نمایشنامه نویس، کارگردان، فیلم‌نامه‌نویس، هنرپیشه آمریکایی است.

## فیلم‌شناسی
- پرستار بتی
- تسخیر
- شکل چیزها
- مرد حصیری
- لیک‌ویو تراس
- مرگ در مراسم خاکسپاری
- ستاره‌هایی در فیلم‌های کوتاه